# Loyal Bros
Loyal Bros (полное название Only the Family – Lil Durk Presents: Loyal Bros) — компиляция американского коллектива и лейбла Only The Family. Он был выпущен 5 марта 2021 года на лейблах Empire Distribution и OTF. Сборник содержит гостевые участия от Lil Durk, умершего в 2020 году King Von, Booka600, Memo600, Doodie Lo, THF Zoo, Lil Uzi Vert, Chief Wuk, Tee Grizzley, Big30, EST Gee, OTF Timo, Boss Top, C3, Slimelife Shawty, Jusblow600, Lil Mexico, Foogiano, OTF Ikey, Hypno Carlito, Boonie Moe и Boona. Сиквел вышел 16 декабря 2022 года.

## История
6 февраля 2021 года было заявлено, что сборник выйдет 26 февраля 2021 года. Релиза не произошло, однако в этот день была раскрыта обложка в предполагаемую дату выпуска. 2 марта 2021 года лейбл опубликовал неточный список композиций вместе с объявлением о выпуске сингла «Jump» в исполнении Lil Durk, убитого в 2020 году King Von и Booka600 при участии Memo600. Официальный трек-лист был обнародован за день до выхода альбома, 4 марта 2021 года.

## Описание
Loyal Bros является первым альбомом звукозаписывающей компании Only The Family, выпущенным после смерти одного из подписантов King Von. Он скончался в результате перестрелки возле ночного клуба в Атланте, штат Джорджия, 6 ноября 2020 года. Сборник посвящён ему, это не первый раз, когда Lil Durk посвящает музыку покойному рэперу.

## Синглы
Лид-сингл с альбома «Me and Doodie Lo» в исполнении американских рэперов Doodie Lo и King Von был выпущен 21 августа 2020 года. Второй сингл «Streets Raised Me», исполненный Doodie Lo при участии Booka600 был выпущен в чёрную пятницу 27 ноября 2020 года. Песня Doodie Lo и Timo «Pull Up» при участии американского рэпера C3 была выпущена 15 января 2021 года в качестве третьего сингла. Вслед за ним, 5 февраля 2021 года, вышел четвертый сингл «Rules», в исполнении Timo. «Pistol Tottin» американских рэперов Memo600 и Foogiano был выпущен в качестве шестого сингла 19 февраля 2021 года. «Jump» в исполнении Lil Durk, King Von и Booka600 при участии Memo600 был выпущен 3 марта 2021 года как шестой и последний сингл.

## Список композиций
Информация из Tidal.
| №                   | Название                                                   | Автор(ы)                                                            | Продюсер(ы)            | Длительность |
| ------------------- | ---------------------------------------------------------- | ------------------------------------------------------------------- | ---------------------- | ------------ |
| 1.                  | «Jump» (Lil Durk, King Von и Booka600 при участии Memo600) | Durk Banks Dayvon Bennett Darontez Mayo Melvin Griffin Jenu McLucas | McLucas                | 3:13         |
| 2.                  | «Sip Again» (Lil Durk и Doodie Lo при участии Thf Zoo)     | Banks David Saulsberry Devonshe Collier Rwal Reech                  | Reech                  | 1:59         |
| 3.                  | «Let It Blow» (Memo600 при участии Lil Uzi Vert)           | Griffin Symere Woods Vincent Boyles, Jr.                            | Deltah Beats           | 2:57         |
| 4.                  | «Hellcats & Trackhawks» (Lil Durk)                         | Banks Nicholas Slowburn                                             | Nick Slowburnz         | 2:26         |
| 5.                  | «Turkey Season» (Lil Durk и Chief Wuk)                     | Banks Vontrell Voker Bryan Simmons Jacob Canady Lesidney Ragland    | TM88 ATL Jacob TooDope | 1:48         |
| 6.                  | «Chess» (Tee Grizzley)                                     | Terry Wallace                                                       |                        | 2:40         |
| 7.                  | «Took Down» (Doodie Lo при участии Big30)                  | Saulsberry Rodney Wright, Jr.                                       |                        | 2:13         |
| 8.                  | «Out the Roof» (Lil Durk, King Von и Booka600)             | Banks Bennett Mayo Trenton Turner                                   | Touch of Trent         | 2:15         |
| 9.                  | «Me and Doodie Lo» (Doodie Lo и King Von)                  | Saulsberry Bennett Thomas Moore                                     | Aye TM                 | 2:33         |
| 10.                 | «Game Face» (Booka600 и Tee Grizzley)                      | Mayo Wallace                                                        |                        | 1:55         |
| 11.                 | «I Ain't Lying» (Chief Wuk при участии EST Gee)            | Voker George Stone III Austin Kassabian                             | AK                     | 2:48         |
| 12.                 | «Pull Up» (Doodie Lo и Timo при участии C3)                | Saulsberry Timo Charles Laster III                                  |                        | 2:46         |
| 13.                 | «Do It for Von» (Booka600, Memo600 при участии Thf Zoo)    | Mayo Griffin Collier                                                |                        | 2:31         |
| 14.                 | «Dying 2 Hit'em» (Lil Durk и Slimelife Shawty)             | Banks Wunnie Lee                                                    |                        | 2:27         |
| 15.                 | «Toxic» (Jusblow600)                                       | Justin Mitchell João Duarte                                         | JD On Tha Track        | 2:30         |
| 16.                 | «Glaciers» (Booka600 и Boss Top)                           | Mayo Tyree Davis Darrel Jackson                                     | Chopsquad DJ           | 3:12         |
| 17.                 | «Kennedy» (Lil Mexico)                                     | Lafazio Jones Nile Bey Perrytrills                                  | Nile Waves Perrytrills | 1:59         |
| 18.                 | «Streets Raised Me» (Doodie Lo и Booka600)                 | Saulsberry Mayo Ashley Felix                                        | Ashlxy Felix           | 3:12         |
| 19.                 | «Rules» (Timo)                                             | Timo DJ Kidd                                                        | DJ Kidd                | 1:47         |
| 20.                 | «Pistol Tottin» (Memo600 при участии Foogiano)             | Griffin Kwame Brown Paul Penso                                      | Koncept P              | 2:29         |
| 21.                 | «Young Rich Niggaz» (Ikey и Hypno Carlito)                 | Michael Harris Robert Amparan                                       |                        | 2:35         |
| 22.                 | «Get Backers» (Thf Zoo и Boonie Mo при участии Boona)      | Collier Antonio Jones Boona                                         |                        | 2:49         |
| 23.                 | «Apart» (Booka600)                                         | Mayo Moore                                                          | Aye TM                 | 2:50         |
| Общая длительность: | Общая длительность:                                        | Общая длительность:                                                 | Общая длительность:    | 52:33        |

## Участники записи
Инфоомация из Tidal.
- Lil Durk – главный исполнитель (1, 2, 4, 5, 8, 14)
- King Von – главный исполнитель (1, 8, 9)
- Booka600 – главный исполнитель (1, 8, 10, 13, 16, 18, 23)
- Memo600 – гостевой исполнитель (1), главный исполнитель (3, 13, 20)
- Doodie Lo – гостевой исполнитель (2, 7, 9, 12, 18)
- Thf Zoo – гостевой исполнитель (2), главный исполнитель (13, 20)
- Lil Uzi Vert – гостевой исполнитель (3)
- Chief Wuk – главный исполнитель (5, 11)
- Tee Grizzley – главный исполнитель (6, 10)
- Big30 – гостевой исполнитель (7)
- EST Gee – гостевой исполнитель (11)
- Timo – главный исполнитель (12, 19)
- C3 – гостевой исполнитель (12)
- Slimelife Shawty – главный исполнитель (14)
- Jusblow600 – главный исполнитель (15)
- Boss Top – главный исполнитель (16)
- Lil Mexico – главный исполнитель (17)
- Foogiano – гостевой исполнитель (20)
- Ikey – главный исполнитель (21)
- Hypno Carlito – гостевой исполнитель (21)
- Boonie Mo – главный исполнитель (22)
- Boona – гостевой исполнитель (23)

## Чарты
| Чарт (2021)                           | Высшая позиция |
| ------------------------------------- | -------------- |
| Canadian Albums (Billboard)           | 54             |
| US Billboard 200                      | 12             |
| US Top R&B/Hip-Hop Albums (Billboard) | 6              |

## История релиза
| Регион | Дата              | Формат(ы)                  | Лейбл                        | Примечания |
| ------ | ----------------- | -------------------------- | ---------------------------- | ---------- |
| Мир    | 5 марта 2021 года | Цифровая загрузка стриминг | Only the Family Alamo Geffen | [ 15 ]     |